# Castillo Richthofen
El Castillo Richthofen es una mansión histórica de 35 habitaciones en el barrio de Montclair en la ciudad y condado de Denver, en el estado de Colorado (Estados Unidos). Completado en 1887, fue diseñado originalmente por el arquitecto Alexander Cazin. La mansión fue incluida en el Registro Nacional de Lugares Históricos en 1975.

## Historia
Su constructor y primer propietario fue Walter von Richthofen, un inmigrante alemán y miembro de la familia Richthofen, el cual hizo fortuna mediante diversos negocios pero luego se empobreció. Dentro de sus aportes está la construcción de un jardín ornamental alrededor de la casa para que su esposa no se sintiera aislada en medio del campo.
Maurice Biscoe y Henry Hewitt hicieron adiciones y remodelaciones en la casa en 1903 y Jules Jaques Benedict en 1910. A mediados del siglo XX los promotores inmobiliarios habían rodeado el castillo con un nuevo barrio de casas de estilo victoriano. En 1984 se abrió un bar dedicado a la memoria del piloto de combate de la Primera Guerra Mundial Manfred von Richthofen, que era sobrino de Walter.

## Arquitectura
El edificio fue diseñado por el arquitecto de Denver Alexander Cazin en estilo neorrománico. Con tal fin, se inspiró en los castillos de la juventud del barón, incluido el castillo Karpnicki del príncipe Guillermo de Prusia, una fortaleza medieval en lo que ahora es Breslavia, en el suroriente de Polonia.